# Trimma caesiura
Trimma caesiura és una espècie de peix de la família dels gòbids i de l'ordre dels perciformes.

## Morfologia
- Els mascles poden assolir 3,5 cm de longitud total.[3][4]

## Hàbitat
És un peix marí de clima tropical i associat als esculls de corall fins als 3-25 m de fondària.

## Distribució geogràfica
Es troba a les Illes Ryukyu i des de Nova Caledònia fins a Samoa.